# 圣基兰
圣基兰（法語：Saint-Quirin，法語發音：[sɛ̃ kiʁɛ̃]）是法国摩泽尔省的一个市镇，属于萨尔堡-萨兰堡区。

## 地理
圣基兰（48°36'37"N, 7°3'53"E）面积53.34 平方千米，位于法国大東部大區摩泽尔省，该省份为法国东北部内陆省份，是洛林的一部分，西南接默尔特-摩泽尔省，东临下莱茵省，北与卢森堡和德国接壤。
与圣基兰接壤的市镇（或旧市镇、城区）包括：阿布雷什维莱尔、梅泰里圣基兰、吕策卢斯、蒂尔克斯坦-布朗克吕、瓦斯佩尔维莱、维什。

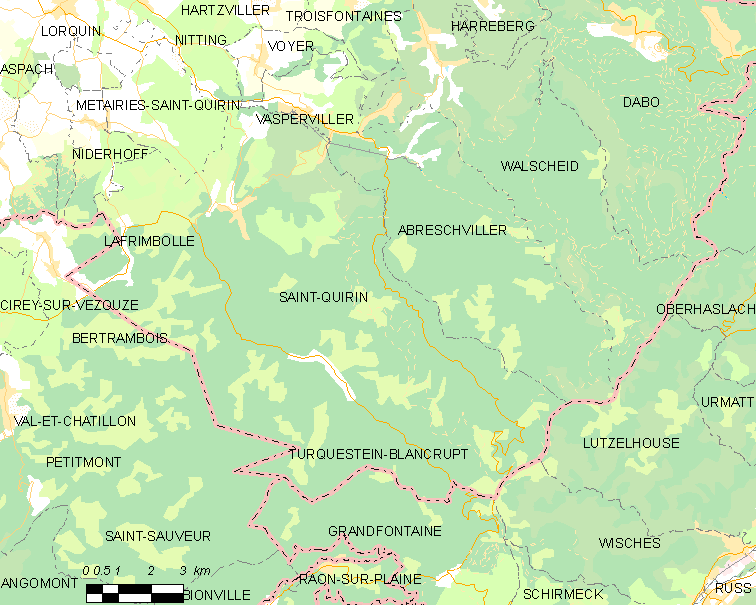
圣基兰的OSM定位图

圣基兰的时区为UTC+01:00、UTC+02:00（夏令时）。

## 行政
圣基兰的邮政编码为57560，INSEE市镇编码为57623。

## 政治
圣基兰所属的省级选区为法尔斯堡县。

## 人口

1962-2008年间圣基兰人口变化图示

圣基兰于2022年1月1日时的人口数量为693人。